# Galeazzi-Fraktur
Unter einer Galeazzi-Fraktur (nach dem italienischen Chirurgen Riccardo Galeazzi, 1866 bis 1952) versteht man den Bruch des Radius im Schaftbereich oder handgelenksnah mit Riss der Membrana interossea und der Bandverbindung mit der Ulna (Elle) – dem distalen Radioulnargelenk (DRUG) und dadurch verursachter (Sub-)Luxation (Verrenkung) der Elle.
Verursacht wird eine Galeazzi-Fraktur durch Gewalteinwirkung auf den auswärts gedrehten Unterarm.
Mit etwa 3 bis 6 % der Unterarmfrakturen sind Galeazzifrakturen recht selten. Bei isolierten Radiusschaftfrakturen muss jedoch immer nach derartigen Begleitverletzungen gesucht werden, da eine übersehene und unzureichend behandelte Verletzung im DRUG zu hochgradigen funktionellen Einbußen bis hin zum Verlust der Drehfähigkeit des Unterarmes oder einer durch Instabilität verursachten Kraftlosigkeit im Handgelenk führen kann.
Die Therapie einer Galeazzi-Fraktur besteht in einer operativen Stabilisierung des Bruches durch Metallplatten und einer Ruhigstellung des distalen Radioulnargelenkes, beispielsweise  durch kräftige Kirschnerdrähte. Eine direkte Naht des DRUG kann, muss aber nicht erfolgen. Anschließend muss der Arm im Oberarmgips in Supinationsstellung für 6 Wochen ruhiggestellt werden.

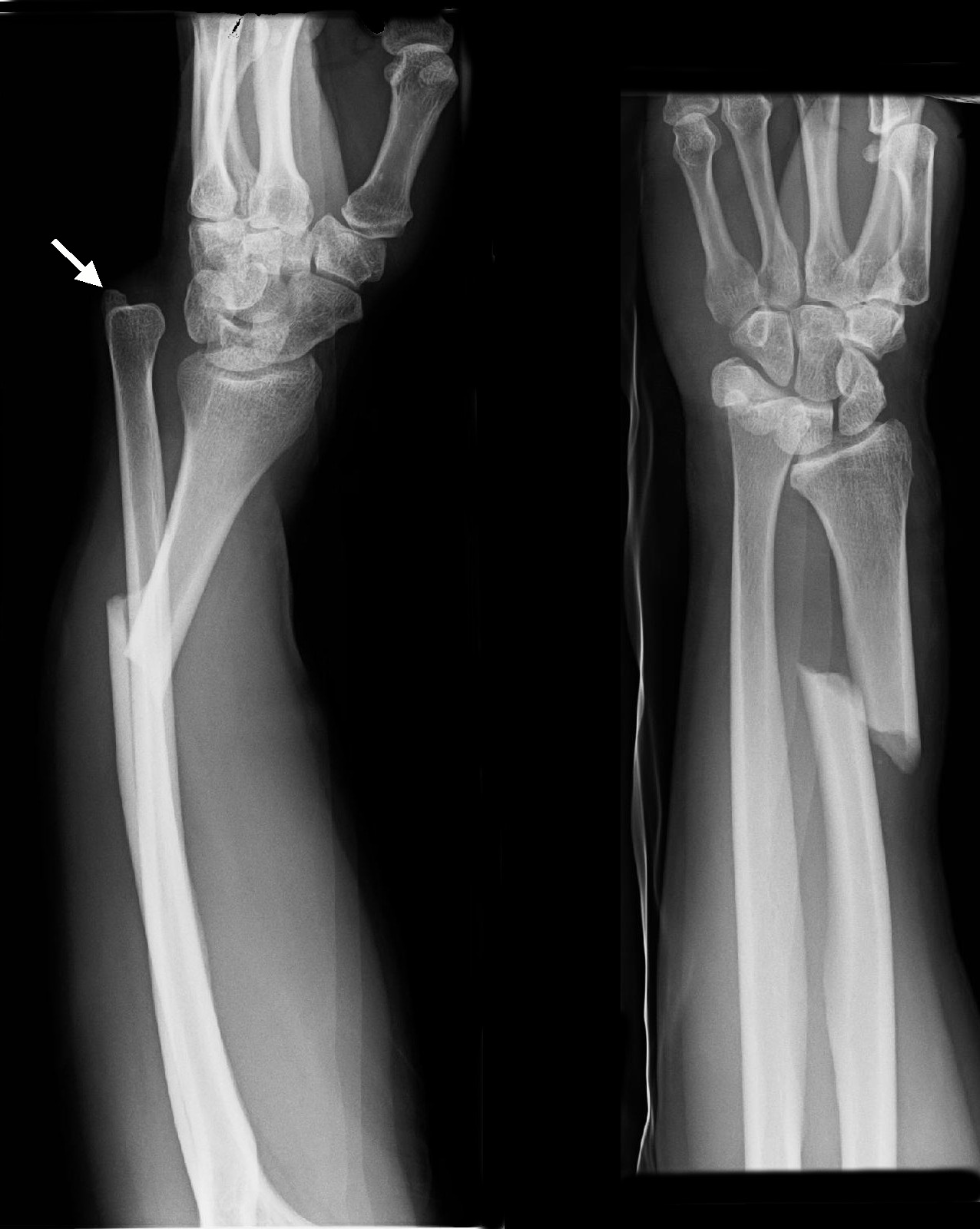
Galeazzifraktur mit vollständiger Luxation des distalen Radioulnargelenks (Pfeil)
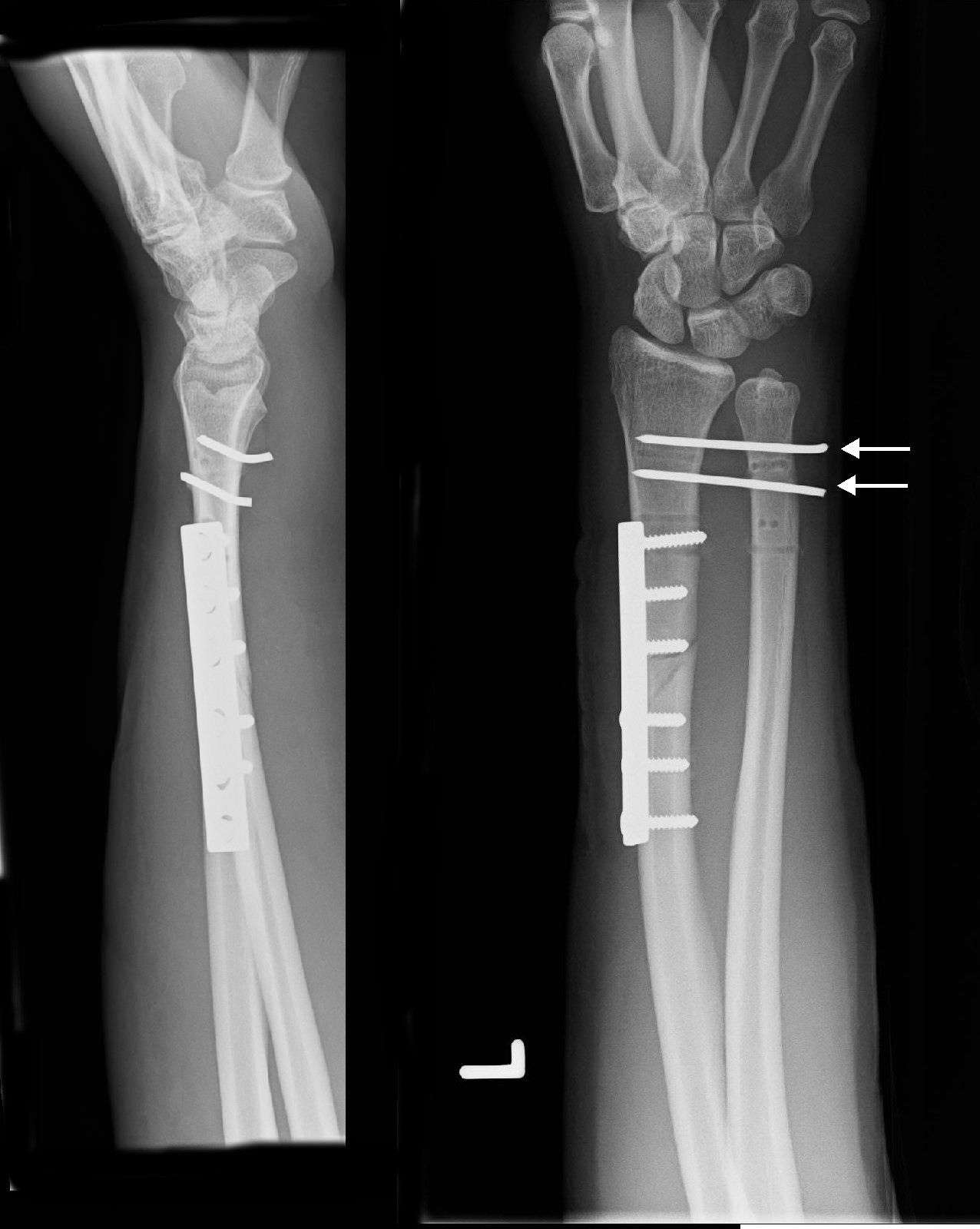
Gleiche Fraktur nach osteosynthetischer Versorgung. Das DRUG ist mit zwei kräftigen Kirschnerdrähten fixiert (Pfeile)